# Académie royale des sciences et arts de Barcelone
 (avril 2020).
Si vous disposez d'ouvrages ou d'articles de référence ou si vous connaissez des sites web de qualité traitant du thème abordé ici, merci de compléter l'article en donnant les références utiles à sa vérifiabilité et en les liant à la section « Notes et références ».
L'Académie royale des sciences et arts de Barcelone (en catalan : Reial Acadèmia de Ciències i Arts de Barcelona (RACAB), en espagnol : Real Academia de Ciencias y Artes de Barcelona) est une académie située à Barcelone, fondée en 1764 comme une société littéraire et qui actuellement se consacre à l'étude des Sciences, et tout particulièrement à tout ce qui touche la Catalogne.

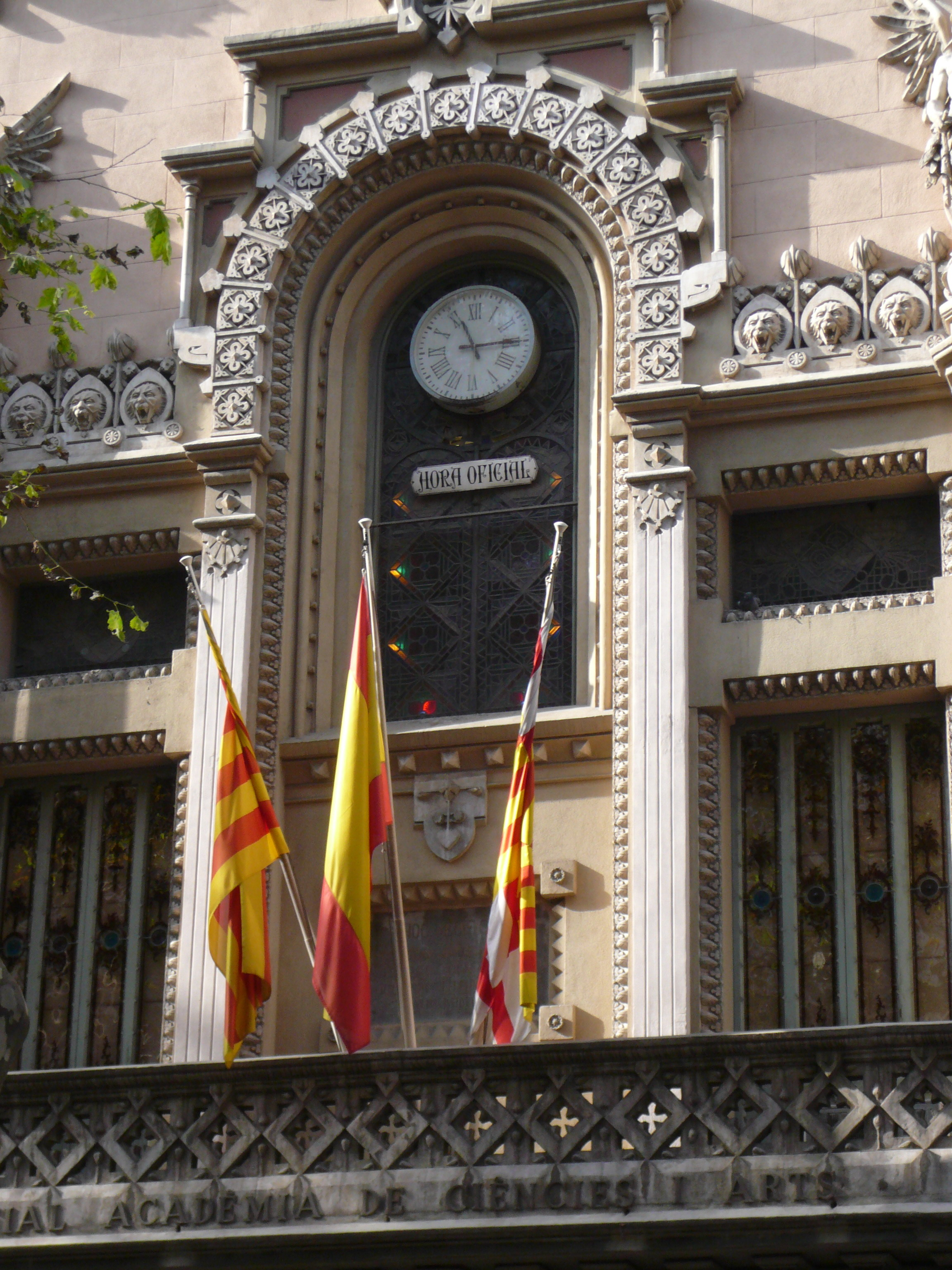
Siège de l'Académie, œuvre de l'architecte {=Josep Domènech i Estapà, sur la Rambla de Barcelone.

## Nom et histoire de la société
L'académie trouve ses origines dans la Conférence physico-mathématique expérimentale (Conferència Fisico-matemàtica Experimental) fondée en 1764 à Barcelone. Son premier président a été Francesc Subiràs. L'année suivante, elle est devenue par ordonnance royale (Real cédula) une institution académique après l'approbation de ses statuts et s'est appelée Conférence royale physico-mathématique expérimentale (Reial Conferència Físico-Matemàtica Experimental). Plus tard, en 1770, Charles III d'Espagne lui a donné un nouveau statut ainsi que le nom d'« Académie royale des sciences et arts de Barcelone » (Real Academia de Ciencias Naturales y Artes), qui devait s'occuper des sujets relatifs à la Principauté de Catalogne. Finalement, en 1887, elle a changé définitivement de nom pour devenir l'actuelle Reial Acadèmia de Ciències Naturals i Arts.
Sa fonction originale était de réunir les scientifiques catalans pour présenter et discuter des avancées scientifiques. À certains moments, l'académie s'est aussi consacrée à donner des cours. À partir de 1891, elle a été chargée du Service de l'Heure. En 1904 a été fondé l'Observatoire Fabra.
Le Gouvernement de la Catalogne lui a attribué la Creu de Sant Jordi en 2014.

## Bibliothèque et Observatoire Fabra
L'Académie dispose d'une bibliothèque de plus de cent mille volumes qui est considérée comme une des plus importantes d'Espagne pour l'abondance des œuvres scientifiques, dont certaines datent de plus de trois siècles, des archives historiques et un complexe composé par l'observatoire astronomique Fabra, inauguré en 1904, avec des équipements astronomiques, sismologiques et météorologiques,.

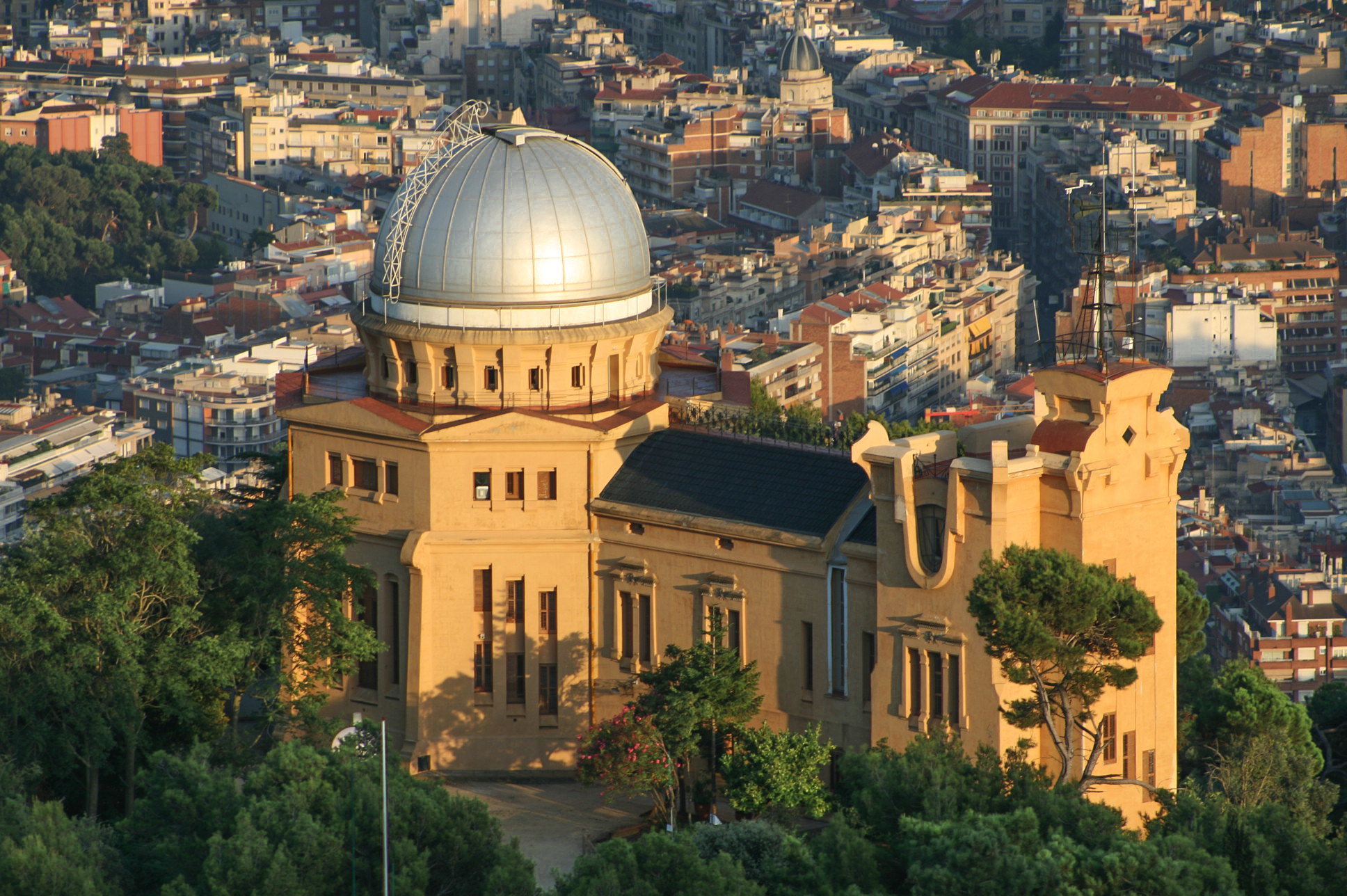
Observatoire Fabra.

En 1835, elle a commencé à éditer des Mémoires, qui plus tard ont été remplacés par un Bulletin.

## Organisation
L'académie comprend 75 membres, plus les membres dispensés d'assistance et les correspondants étrangers. Ces membres sont répartis entre 7 sections
- Section 1a. Mathématiques et Astronomie. (12 membres titulaires)
- Section 2a Physique. (9 membres titulaires)
- Section 3a Chimie. (9 membres titulaires)
- Section 4a Sciences de la Terre. (12 membres titulaires)
- Section 5a Biologie. (15 membres titulaires)
- Section 6a Technologie. (12 membres titulaires)
- Section 7a Arts. (6 membres titulaires)

L'académie est dirigée par un bureau composé d'un Président, d'un Vice-président, d'un Secrétaire Général, d'un Vice-secrétaire Général, d'un Trésorier, d'un Comptable, des Directeurs des Sections et du Directeur de l'Observatoire Fabra.

## Siège
Le siège de l'Académie a été conçu par l'architecte Josep Domènech i Estapà. Les sculptures de la façade sont l'œuvre de Manuel Fuxà i Leal (ca). Le siège est situé sur la Rambla de Barcelone. Dès 1899, le rez-de-chaussée a été occupé par un cinéma, qui par la suite est devenu l'actuel Théâtre Poliorama.
Le 4 mars 2014, il a été déclaré « bé cultural d'interès nacional » (BCIN), dans la catégorie des monuments historiques, par le Gouvernement de la Généralité de Catalogne.

## Source de la traduction
- (ca) Cet article est partiellement ou en totalité issu de l’article de Wikipédia en catalan intitulé « Reial Acadèmia de Ciències i Arts de Barcelona » (voir la liste des auteurs).